# Кашито
Кашито (порт. Caxito) — город в Анголе, столица провинции Бенго. Через него проходит северная линия ангольской железной дороги.
Высота над уровнем моря 84 метра. Население на 2010 год — 12 055 человек.